# Roscoea tibetica
Roscoea tibetica är en enhjärtbladig växtart som beskrevs av Aleksandr Batalin.
Roscoea tibetica ingår i släktet Roscoea och familjen Zingiberaceae. Inga underarter finns listade i Catalogue of Life.